# Jefferson megye (Iowa)
Jefferson megye az Amerikai Egyesült Államokban, azon belül Iowa államban található. Lakosainak száma 15 663 fő (2020. április 1.). Jefferson megye Washington, Van Buren, Wapello, Davis, Henry és Keokuk megyékkel határos.

## Népesség
A megye népessége az elmúlt években az alábbi módon változott:
| Lakosok száma | 16 787 | 16 843 | 16 777 | 16 810 | 17 555 | 15 663 |
|               | 2010   | 2011   | 2012   | 2013   | 2015   | 2020   |